# Xylariaceae
Famille
Les xylariacées constituent une vaste famille de champignons ascomycètes de l'ordre des Xylariales. Comme leur nom l'indique, il s'agit essentiellement de champignons lignicoles, dont certains comme Xylaria hypoxylon sont assez communs. Le chancre du tremble, Entoleuca mammata n'est plus considéré par l'OEPP comme un parasite de quarantaine depuis 1984.

## Description
Les ascopores brunes ou noires naissent à la périphérie de stromas souvent bien développés. En outre avant l'apparition des périthèces, le mycélium développe chez de nombreuses espèces des conidiophores rameux émettant des spores hyalines.

## Liste des genres
Selon NCBI :
- Annulohypoxylon
- Anthostomella
- Arthroxylaria
- Ascotricha
- Astrocystis
- Barrmaelia
- Biscogniauxia
- Camillea
- Coniolariella
- Creosphaeria
- Daldinia
- Emarcea
- Entoleuca
- Entonaema
- Euepixylon
- Fasciatispora
- Halorosellinia
- Hypoxylon
- Induratia
- Kretzschmaria
- Nemania
- Novaxylaria
- Obolarina
- Phylacia
- Pidoplitchkoviella
- Podosordaria
- Poronia
- Pyrenomyxa
- Rosellinia
- Seynesia
- Stilbohypoxylon
- Stromatoneurospora
- Theissenia
- Thuemenella
- Whalleya
- Xylaria
- Xylotumulus